# 老兵は死なず
老兵は死なず（Old soldiers never die）は、英語のキャッチフレーズであり、兵隊歌『Old Soldiers Never Die』のスタンザ「老兵は死なず、単に消え去るのみ」（Old soldiers never die, they simply fade away）を短縮したものである。イギリスやアメリカ合衆国の軍人によって19世紀頃から歌われたほか、ダグラス・マッカーサーが退任演説の際に引用したことでも知られる。
この言葉は、「戦争を戦い抜いた兵士も、時間と共に忘れ去られていく」、「兵士は老いながらも生き続けることはできるが、彼らが生きていることと彼らの成し遂げたものは忘れ去られていく」、転じて「役割を終えたものは表舞台を去る」といった意味に解釈される。また、マッカーサーが退任演説に際し、自らを老兵になぞらえて引用した後には、「戦場で死ぬことなく軍を去ることになった自身のことを誇った言葉」という意味合いも加えて解釈されるようになった。

## 起源
兵隊歌『Old Soldiers Never Die』は、ゴスペル歌『Kind Thoughts Can Never Die』の替え歌であり、元々はイギリス陸軍の将兵によって歌われていた。
Old soldiers never die,

Never die, Never die,

Old soldiers never die

They simply fade away.

Old soldiers never die,

Never die, Never die,

Old soldiers never die

Young ones wish they would.
このほか、兵営生活を題材にした歌詞も知られている。このバージョンでは、彼らの貧しい食生活に触れられるほか、兵卒は毎日ビールを飲み、伍長は年功章を自慢し、軍曹は訓練ばかりをやりたがり、そうして過ごすうちに誰もが老兵として消え去っていくと歌われる。
原曲『Kind Thoughts Can Never Die』は、1855年頃にアメリカのハッチンソン・ファミリー・シンガーズのメンバー、シスター・アビーことアビー・ハッチンソン・パットンが作曲した。
いつ頃作られたのかは定かではないが、少なくとも第一次世界大戦までにはイギリス兵らに広く知られる兵隊歌になっており、士官らの退役を記念するパーティなどでもしばしば歌われた。1908年2月25日付の『Buchan Observer and East Aberdeenshire Advertiser』紙に掲載された、ゴードン・ハイランダーズ連隊第3義勇大隊長の退役を報じる記事では、『Old Soldiers Never Die』が歌われたことに触れられている。1900年代頃にはアメリカ軍人にもよく歌われるようになっていた。スペイン内戦の際には、アメリカ人義勇兵による国際旅団、エイブラハム・リンカーン旅団でも歌われていたという。

## マッカーサー演説

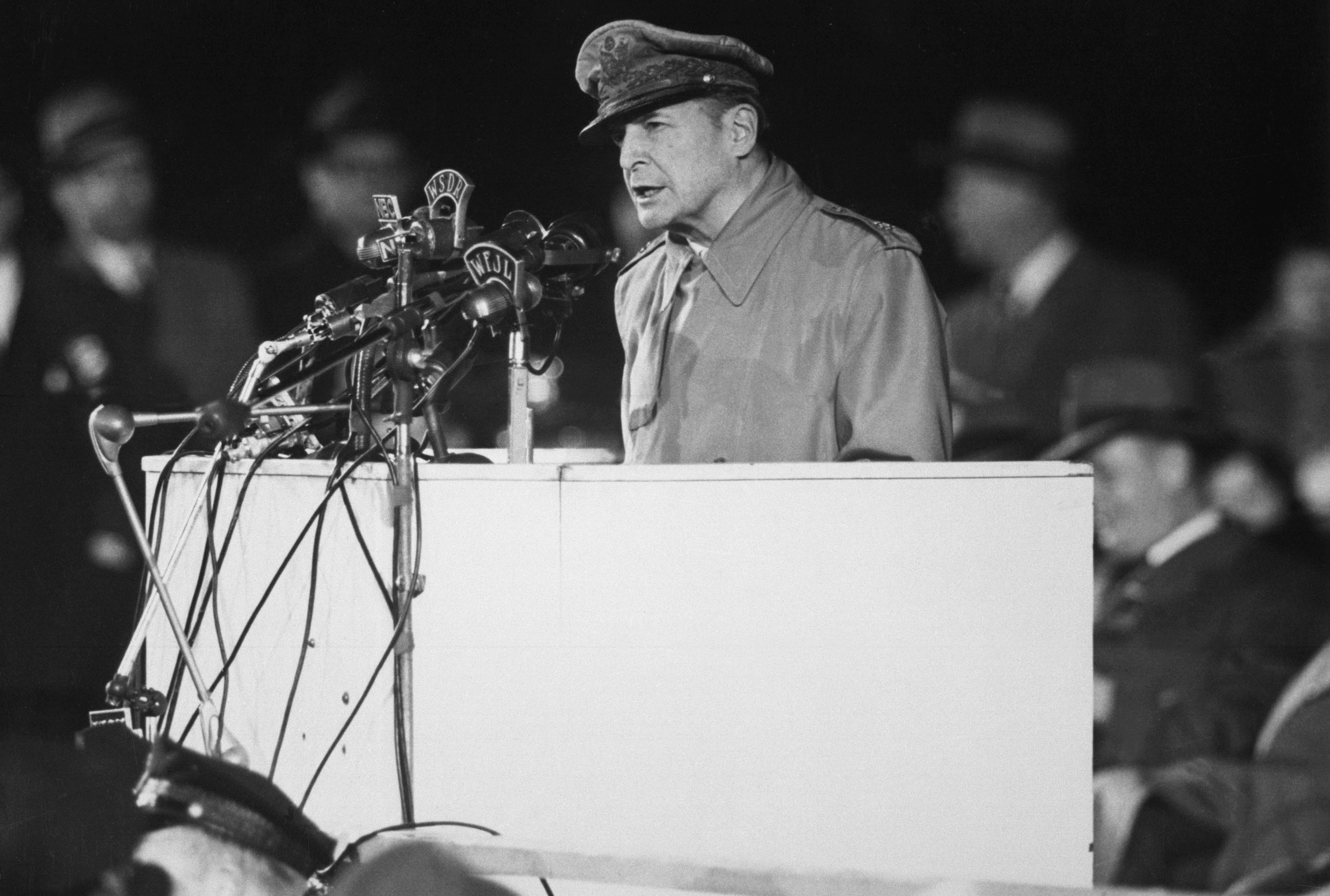
1951年4月25日にソルジャー・フィールドにて演説を行うマッカーサー（「老兵は死なず」演説の画像とは異なる）

アメリカ陸軍元帥のダグラス・マッカーサーが1951年4月19日に合衆国議会合同会議にて行った退任演説の際に「老兵は死なず、ただ消え去るのみ」（Old soldiers never die; They just fade away）という形で引用した一節が広く知られる。この演説を「老兵は死なず」演説（"Old Soldiers Never Die" speech）と呼ぶこともある。
I am closing my 52 years of military service. When I joined the Army, even before the turn of the century, it was the fulfillment of all of my boyish hopes and dreams. The world has turned over many times since I took the oath on the plain at West Point, and the hopes and dreams have long since vanished, but I still remember the refrain of one of the most popular barrack ballads of that day which proclaimed most proudly that "old soldiers never die; they just fade away." And like the old soldier of that ballad, I now close my military career and just fade away, an old soldier who tried to do his duty as God gave him the light to see that duty.

私は今、52 年にわたる軍務を終えようとしています。今世紀に入る前に私が陸軍に入隊したとき、それは私の少年時代の希望と夢が成就した瞬間でした。私がウェストポイント（陸軍士官学校）で兵士になる宣誓をして以来、世界は何度も向きを変え、希望や夢はずっと前に消え失せてしまいました。しかし、当時兵営で最も人気が高かったバラードの一節を今でも覚えています。それは誇り高く、こう歌い上げています。「老兵は死なず。ただ消え去るのみ」と。そしてこのバラードの老兵のように、私もいま、私の軍歴を閉じ、消え去ります。神が光で照らしてくれた任務を果たそうとした1人の老兵として。

このときのマッカーサーは功績を上げた将軍の凱旋帰国という形であったものの、実際にはシビリアンコントロールを逸脱する動きが見られたという理由で解任されての帰国であった。朝鮮戦争の最中、マッカーサーは中国人民志願軍派遣への報復として、原爆使用を含めた中華人民共和国への攻撃を主張したものの、ハリー・S・トルーマン大統領によって拒否されていた。解任について、トルーマンは「大統領の権限を尊重しないからこそ私は彼を解任したのである……彼が間抜けのろくでなしであるから解任したのではない。確かに彼は間抜けのろくでなしだが」（I fired him because he wouldn’t respect the authority of the President…I didn’t fire him because he was a dumb son of a bitch, although he was.）と述べた。しかし、第二次世界大戦の英雄として名を知られ、多くの国民に支持されていたマッカーサーの解任は、大いに物議を醸した。退任演説の焦点は、ドミノ理論を前提とした共産主義の脅威についてであった。
5日後には演説の音源がRCAビクターおよびコロムビア・レコードからアルバムとしてリリースされたほか、その他のレコード店や個人事業者らが独自のレコードをリリースした。「老兵は死なず」は流行語となり、演説を収録したレコードは莫大な利益を上げた。
兵隊歌『Old Soldiers Never Die』も、ジーン・オートリー、ハーブ・ジェフリーズ、レッド・フォーリー、リロイ・ホルムズ、ジミー・ウェイクリー、ヴォーン・モンローなど複数の歌手によって改めてレコード化された。いずれも曲および歌詞にアレンジが加えられ、オートリー版のようにマッカーサーへの賛辞が込められたものもあった。
後年、この演説について尋ねられたトルーマンは、「馬鹿げた戯言以外の何でもない！（nothing but a bunch of damn bullshit!）」と述べた。

## 派生
このフレーズをもじったジョークも流行した。以下のようなものが知られる。
- 老プログラマーは死なず、ただ新アドレスに分岐するのみ。（Old programmers never die, they just branch to a new address.）
- 老警官は死なず、ただ言い逃れるのみ。（Old policemen never die, they just cop out.）
- 老飛行士は死なず、ただ高度を上げるのみ。（Old pilots never die, they just go to a higher plane.）

1980年、ABCの番組『20/20』にてバーバラ・ウォルターズのインタビューを受けたリチャード・ニクソン元大統領は、マッカーサーの言葉を引用した後、「老政治家は大抵死ぬが、決して消え去ることはない」（Old politicians usually die, but they never fade away.）と語った。